# Koldere, Doğanyol
Koldere là một xã thuộc huyện Doğanyol, tỉnh Malatya, Thổ Nhĩ Kỳ. Dân số thời điểm năm 2011 là 604 người.